# 紹伊米里鄉
45°11′N 26°12′E / 45.183°N 26.200°E
紹伊米里鄉（羅馬尼亞語：Comuna Șoimari, Prahova），是羅馬尼亞的鄉份，位於該國中南部，由普拉霍瓦縣負責管轄，處於布加勒斯特以北80公里，每年平均降雨量1,037毫米，海拔高度240米，2007年人口3,240。